# Journal of Thoracic Oncology
Das Journal of Thoracic Oncology, abgekürzt J. Thorac. Oncol., ist eine wissenschaftliche Fachzeitschrift, die vom Lippincott Williams & Wilkins-Verlag veröffentlicht wird. Es ist die offizielle Zeitschrift der International Association for the Study of Lung Cancer und erscheint derzeit mit zwölf Ausgaben im Jahr. Es werden Arbeiten veröffentlicht, die sich mit der Diagnose und Behandlung maligner Erkrankungen des Thorax beschäftigen.
Der Impact Factor lag im Jahr 2015 bei 5,04. Nach der Statistik des ISI Web of Knowledge wird das Journal mit diesem Impact Factor in der Kategorie Onkologie an 33. Stelle von 213 Zeitschriften und in der Kategorie Atemwegssystem an siebenter Stelle von 57 Zeitschriften geführt.